# Fortunato Aguirre
Fortunato Aguirre Luquin (Arellano, Navarra, 12 de julio de 1893-Tajonar, Navarra, 29 de septiembre de 1936) fue un político español de orientación nacionalista vasca.

## Biografía
Fue uno de los fundadores del CA Osasuna, alcalde de Estella por el Partido Nacionalista Vasco y miembro del Napar Buru Batzar, la junta directiva del PNV en Navarra, presidida entonces por José Agerre. También fue el fundador de la ikastola de Estella.
Presidió el encuentro de alcaldes nacionalistas vascos de las provincias vasconavarras en Estella donde se elaboró el Estatuto de Estella de 1931.
En los meses anteriores a la sublevación militar que daría origen a la Guerra Civil tuvo conocimiento de las andanzas del gobernador militar de Navarra, el general Mola, e incluso de que en el monasterio de Iranzu había escondido un arsenal de armas y se llevaban a cabo reuniones entre los conspiradores, de lo cual avisó repetidamente al Gobierno de la República. También tuvo conocimiento de la reunión que, el 16 de julio de 1936, tuvo lugar en el monasterio de Irache entre el general Mola y el general Batet, general en jefe de la VI División Orgánica de Burgos, por iniciativa de este último, en la que trató de averiguar si Mola estaba implicado en la conspiración que se estaba preparando e incluso le pidió su palabra de honor de que no iba a sublevarse. Aguirre llegaría a hablar por teléfono con el presidente del Gobierno, Santiago Casares Quiroga, el cual le ordenó que no hiciese nada. Poco después tuvo lugar el levantamiento, siendo apresado el mismo 18 de julio por los sublevados, conducido hasta las cercanías de Pamplona y asesinado junto a los muros del cementerio de Tajonar en el amanecer del 29 de septiembre de 1936. 
Su personaje apareció en la película "El Sueño de Tío Sebas".